# مارتينا غرايبر
مارتينا غرايبر نوفاكوفسكا  (من مواليد 28 مارس 1995) هي لاعبة كرة طائرة بولندية. تلعب مع نادي بودولاني لودز في الدوري البولندي أورلن. مثلت المنتخب البولندي الذي تنافس في بطولة العالم الكبرى للكرة الطائرة 2016.
حصلت مع منتخب البولندي للناشئين على المركز الخامس في بطولة أوروبا للكرة الطائرة للناشئين 2011 وعلى المركز الرابع في بطولة العالم للكرة الطائرة تحت 18 سنة 2011. بعد عام حصلت على المركز السادس مع فريق الناشئين في بطولة أوروبا للكرة الطائرة للناشئين 2012.